# Ptilodactyla serricollis
Ptilodactyla serricollis is een keversoort uit de familie Ptilodactylidae. De wetenschappelijke naam van de soort is voor het eerst geldig gepubliceerd in 1823 door Say.